# Torben Lund
Torben Lund (født 6. november 1950 i Vejle) er en dansk politiker. Han tog juraeksamen i 1976 ved Aarhus Universitet og virkede derefter som først advokatfuldmægtig og derefter advokat til 1982.
Hans egentlige politiske karriere begyndte, da han var medlem af Vejle kommunalbestyrelse 1978-81. Derefter var han medlem af Folketinget fra 1981 til 98. I Regeringen Poul Nyrup Rasmussen I var han sundhedsminister.
I sin tid som folketingsmedlem var Torben Lund sundhedsminister fra januar 1993 til september 1994. Derefter var han politisk ordfører indtil marts 1998.
Fra juli 1999 til 19. juli 2004 var han medlem af Europa-Parlamentet. Han blev valgt med 84.208 personlige stemmer, og han tilsluttede sig De Europæiske Socialdemokraters Gruppe.
Torben Lund har været medlem af Socialdemokratiets forretningsudvalg og hovedbestyrelse.
Torben Lund er en af de få danske politikere, som har indrømmet eksistensen af Echelon-netværket. Det skete bl.a. i Ekstra Bladet 21. oktober 2002, 1. sektion side 22:
"Den globale aflytning er virkeliggørelsen af George Orwells fremtidsfantasi '1984' fra 1949. Echelon er Big Brother uden nogen form for reel politisk kontrol. Vi overvåges alle. Der er tale om en klar tilsidesættelse af Menneskerettighedskonventionen, EU's Charter om grundlæggende rettigheder og lovgivningen om privatlivets fred."
I 2003 blev han tv-vært på dk4, og siden juni 2004, hvor han forlod Europa-Parlamentet, har han været tv-redaktør for stationen.
Han angreb 13. april 2006 Socialdemokratiets ledelse og specielt Helle Thorning-Schmidt for at være udygtig og magtsyg. Han udtalte at han ikke længere stemte på Socialdemokratiet, selvom han på det tidspunkt var medlem af det.[kilde mangler]. 
I 2009, i forbindelse med hans afstandtagen til Thorning-Schmidts tackling af sagen om de irakiske asylansøgere, kom det frem, at Torben Lund havde været udmeldt af partiet siden årsskiftet 2006-2007.

## Beskyldninger om antisemitisme
Torben Lund vakte opsigt, da Politiken den 3. maj 2004 bragte et debatindlæg om EU og Israel, som Torben Lund havde skrevet. Visse formuleringer i indlægget blev af nogle opfattet som antisemitiske. Blandt andet stod der:
"De jødiske samfund råber, hver gang der rejses kritik, at det er udtryk for antisemitisme, og at Sharon er demokratisk valgt. Som om terrorisme, folkemord og tortur skulle kunne forsvares, fordi de ansvarlige er folkevalgte – det gør da egentlig kun forbrydelsen endnu værre. Den nyere histories eksempler taler for sig selv. Og til spørgsmålet om antisemitisme er kun at sige, at hvis kritik og fordømmelse af en jøde, der er terrorist, folkemorder og bøddel, er antisemitisme – så kald mig bare antisemit. Jeg vil til enhver tid fastholde min ret og pligt til at tage afstand fra terrorister, folkemordere og bødler, uanset hvilken tro de bekender sig til. Og apropos antisemitisme. Man skal ikke være professor i psykologi for at forstå, at Sharon og hans daglige ugerninger hos mange kan skabe grobund for en ny stærk antisemitisme. De jødiske samfunds støtte til eller tavshed omkring den israelske stats terrorisme øger naturligvis risikoen for en farlig antisemitisk udvikling."
Blandt mange andre reagerede tidligere overrabbiner Bent Melchior på formuleringerne. Her i et debatindlæg, som Politiken bragte den 8. maj 2004:
"Da jeg er opdraget til næstekærlighed, så skal Lund ikke have fremsat sit ønske forgæves. Derfor, Lund, får du titlen antisemit med ret til at bære samme, og du er blevet nærmeste kollega til Hansen fra Greve, der også praler med at være racist. Til lykke! (...) I sit indlæg her i bladet omtaler Lund de jødiske samfund, 'der råber, hver gang der rejses kritik'. Ikke nogle medlemmer af jødiske samfund, ikke nogle jødiske samfund, men slet og ret de jødiske samfund. Dem alle sammen i hele verden. Se, det er ikke kritik af staten Israel. Det er en generalisering af jøder, der vil noget. Det er antisemitisme, så det basker."
Den 12. oktober 2015 skrev Torben Lund følgende på Facebook:
"De er nogen svin. Den jødiske stat burde slettes på verdenskortet"

## Privatliv
Torben Lund er gift med Claus Lautrup. Torben Lund gik i mange år stille med dørene med sin seksualitet, men han blev tvunget til at springe ud i 1996, da den netop fratrådte chef for Sundhedsstyrelsen Palle Juul-Jensen i en bog beskyldte Lund for at have ladet sin seksualitet styre sin politik. To år senere gik Torben Lund og Claus Lautrup til hofbal som det første åbne, homoseksuelle par.